# Landratsamt Gotha
| Basisdaten                              | Basisdaten           |
| --------------------------------------- | -------------------- |
| Bestandszeitraum                        | 1858–1922            |
| Verwaltungssitz                         | Gotha                |
| Fläche                                  | 517 km² (1910)       |
| Einwohner                               | 45.201 (1910)        |
| Bevölkerungsdichte                      | 114 Einw./km² (1910) |
| Gemeinden                               | 63                   |
|                                         |                      |
| Sachsen-Gotha mit seinen Landratsämtern |                      |

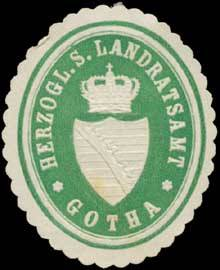
Siegelmarke H.S. Landratsamt Gotha

Das Landratsamt Gotha war von 1858 bis 1922 ein Verwaltungsbezirk im Herzogtum Sachsen-Coburg und Gotha und im Freistaat Sachsen-Gotha. Sein Gebiet gehört heute größtenteils zum Landkreis Gotha in Thüringen.

## Geschichte
Das Herzogtum Sachsen-Coburg und Gotha im Deutschen Kaiserreich wurde 1858 in selbständige Städte und Landratsämter gegliedert. Neben den drei selbständigen Städten Gotha, Ohrdruf und Waltershausen wurden im Gothaer Landesteil, dem Herzogtum Sachsen-Gotha, die drei Landratsämter Gotha, Ohrdruf und Waltershausen gebildet. Zum Landratsamt Gotha gehörten neben dem Umland von Gotha auch die Exklaven Körner und Werningshausen.
1918 wurde aus dem Herzogtum Sachsen-Gotha  der Freistaat Sachsen-Gotha, der wiederum am 1. Mai 1920 im neuen Land Thüringen aufging. Bei einer umfassenden Gebietsreform zum 1. Oktober 1922 wurde das Landratsamt Gotha aufgelöst:
- Die Gemeinden Bittstädt, Eischleben, Haarhausen, Holzhausen, Ichtershausen, Molsdorf, Rehestädt, Sülzenbrücken und Thörey kamen zum neuen Landkreis Arnstadt.
- Die Exklave Körner mit den Gemeinden Hohenbergen, Kleinkeula, Körner, Menteroda und Obermehler kam zum neuen Landkreis Sondershausen
- Die Exklave Werningshausen kam zum neuen Landkreis Weimar.
- Die Gemeinde Siebleben wurde in die kreisfreie Stadt Gotha eingemeindet.
- Alle übrigen Gemeinden kamen zum neuen Landkreis Gotha.

## Einwohnerentwicklung
| Jahr      | 1900   | 1910   |
| Einwohner | 42.300 | 45.201 |

Einwohnerzahlen der Gemeinden mit mehr als 1.000 Einwohnern (Stand 1910):
| Bischleben    | 1.203 |
| Friemar       | 1.110 |
| Goldbach      | 1.104 |
| Gräfentonna   | 1.818 |
| Herbsleben    | 2.603 |
| Ichtershausen | 2.517 |
| Ingersleben   | 1.110 |
| Körner        | 1.643 |
| Molschleben   | 1.002 |
| Remstädt      | 1.027 |
| Siebleben     | 3.336 |
| Sundhausen    | 1.674 |

## Gemeinden
| - Apfelstädt - Aschara - Aspach - Ballstädt - Bienstädt - Bischleben - Bittstädt - Boilstädt - Bufleben - Burgtonna - Cobstädt - Dietendorf - Döllstädt - Eckardtsleben - Eischleben - Eschenbergen | - Friemar - Gamstädt - Gierstädt - Goldbach - Grabsleben - Gräfentonna - Großfahner - Großrettbach - Günthersleben - Haarhausen - Hausen - Herbsleben - Hochheim - Hohenbergen - Holzhausen - Ichtershausen | - Illeben - Ingersleben - Kleinfahner - Kleinkeula - Körner - Kornhochheim - Menteroda - Molschleben - Molsdorf - Neudietendorf - Obermehler - Pferdingsleben - Pfullendorf - Rehestädt - Remstädt - Rhoda | - Seebergen - Siebleben - Stedten - Sülzenbrücken - Sundhausen - Teutleben - Thörey - Töttelstädt - Trügleben - Tüttleben - Uelleben - Warza - Werningshausen - Westhausen - Wiegleben |